# Švicarska garda
Švicarska garda je švicarska plaćenička vojska koja je još od srednjeg vijeka služila u vojskama mnogih europskih zemalja, sukladno ugovorima koje su sklapali pojedini njihovi kantoni. Među najpoznatijim plaćeničkim postrojbama bile su one u službi francuskog monarha i pape.
Papinska Švicarska garda (lat. Pontificia Cohors Helvetica, također i Cohors Pedestris Helvetiorum a Sacra Custodia Pontificis; tal. Guardia Svizzera Pontificia) jedini je ostatak nekadašnje švicarske vojne tradicije, jer švicarski ustav, osim za Vatikan, više ne dopušta novačenje svojih građana u strane vojne postrojbe.
Današnju postrojbu papinske Švicarske garde u pravilu čine pet časnika, 26 dočasnika i 78 helebardira, i jedina je na svijetu kojoj se zastava mijenja, s obzirom na to da su joj sastavni dijelovi grbovi i trenutačnog pape i njihova zapovjednika. Papinska Švicarska garda zadužena je za sigurnost Apostolske palače, ulaze u Vatikanski Grad, ali i za sigurnost samog Pape.

## Povijest
Iako su Švicarci kao vojnici služili pape još od početka XIV. stoljeća, do njihova pravog osnutka kao vojske podložne izravno papi došlo je tek za pape Julija II. (1503. – 1513.). Na temelju ugovora s kantonima Züricha i Luzerna, on je zatražio da u Rim dođe 200 vojnika pod zapovjedništvom Petera von Hertensteina kao condottiera i Caspara von Silenena kao kapetana. U Rim su stigli 22. siječnja 1506. i sam ih je papa blagoslovio na Trgu sv. Petra. Upravo se taj datum smatra danom službenog osnutka te najstarije vojne postrojbe na svijetu.
Najcrnji dan u povijesti Švicarske garde dogodio se 1998. godine kada je gardist Cedric Tornay na misteriozan način ubio zapovjednika Aloisa Estermanna i njegovu ženu, a potom i sebe. Vatikan je tada objavio da je Tornay potpuno izgubio razum jer ga Estermann nije promaknuo, no njegova obitelj sumnja u službenu verziju crkvenog vrha

### Švicarska garda u Francuskoj
Švicarski plaćenici odigrali su važnu ulogu u francuskoj vojnoj povijesti za vrijeme starog režima (fran. Ancien Régime). Iako su francuski kraljevi često u svojim ratnim pohodima unajmljivali švicarske vojnike, postojale su dvije postrojbe švicarskih plaćenika koje su bile u službi francuskih kraljeva: Cent-Suisses (Stotina Švicaraca), koji su služili unutar kraljevske palače kao tjelesna straža i ceremonijalna postrojba, te Gardes Suisses (Švicarski gardisti), koji su čuvali ulaz i vanjski pojas palače. Gardes Suisses također su služili i kao borbena postrojba u vrijeme rata.
Cent Suisses ustanovio je 1496. kralj Karlo VIII. Oni su služili kao dvorska straža, bio su dio garde du dedans du Palais (unutrašnja garda Palače), iako su u ranijoj povijesti pratili kralja za vrijeme njegovih ratnih pohoda. Tako je, primjerice, u bitci kod Pavia 1525. mora biti slomljen otpor ovih vojnika, kako bi Španjolci uspjeli zarobiti kralja Franju I. Cent Suisses dijelili su dužnost zaštite dvorske unutrašnjosti zajedno s kraljevom osobnom tjelesnom stražom (Gardes du Corps), koji su činili isključivo Francuzi.
Godine 1616. Luj XIII. nadjenuo je pukovniji švicarskog pješaštva ime Gardes suisse. Nova je postrojba imala primarnu zadaću štitit ulaze i vanjski obrub kraljevskih palača. Iako se radilo prvenstveno oporbenoj postrojbi, ona je bila pridružena postrojba kraljeve vojne pratnje. Naime, obje ove postrojbe bile su dio maison militaire du roi, vojnog dijela Kraljevske kuće.

### Služba na drugim dvorovima
Postrojbe švicarske garde, slične onima koje su služile u Francuskoj, služile su i na nekoliko drugih europskih dvorova sve do početka 19. stoljeća:
- od 1579. švicarski su gardisti služili Dinastiji Savoja, koja je vladala Savojom, kasnije i Kraljevinom Sardinije. Garda je raspuštena 1798. godine;
- od 1696. do 1713. švicarski su gardisti služili na dvoru Fridrika I. Pruskog;
- švicarska garda također je jedno vrijeme služila i u Velikom vojvodstvu Toskane;
- od 1730. do 1757. te od 1763. do 1814. u  Saskoj Kraljevini;
- od 1734. do 1789. u Napuljskom Kraljevstvu;
- od 1748. do 1796. u Nizozemskoj;
- kratko vrijeme (1748. – 1767.) za vrijeme vladavine habsburške carice Marije Terezije, oko 250 do 450 vojnika iz Švicarske je unajmljeno za čuvanje dvorca Hofburg, zimske palače u Beču. Iz tog vremena ostali su nazivi dijelova dvorca Schweizerhof i Schweizertor, u spomen na 20-godišnje prisustvo švicarskih gardista.

## Današnja Papinska švicarska garda

### Pravila službe
Točno za 500-ti rođendan Garde papa Benedikt XVI. donio je 22. siječnja 2006. nova Personalna, stegovna i administrativna pravila (njem. Personal-, Disziplinar- und Administrativreglement). To su šesta po redu pravila službe, a ranija su donesena 1858., 1878., 1914., 1959. i 1976. godine. Nova pravila ne donose fundamentalne promjene, već se radi o doradi i osuvremenjivanju starih odredbi.

### Uvjeti za službu
Za služenje u Papinskoj Švicarskoj gardi svaki kandidat mora ispunjavati sljedeće uvjete: mora biti katolik, besprijekornog vladanja, neoženjen, imati švicarsko državljanstvo, završiti vojnu školu u Švicarskoj. Kandidat mora biti star između 19 i 30 godina, visok najmanje 174 cm, i mora biti obrazovan (najmanje srednjoškolsko obrazovanje). Žene ne mogu služiti u gardi.
Svaki kandidat mora se prijaviti za služenje u gardi. Nakon što budu primljeni, novi gardisti polažu prisegu na vjernost papi. Prisega se polaže 6. svibnja svake godine. Ceremonija prisege odvija se u dvorištu San Damaso u Vatikanu. Vojni kapelan na glas pročita tekst prisege na jeziku gardista (uglavnom na njemačkom, ponekad na francuskom ili talijanskom).
Služba u Gardi traje najmanje dvije godine (potpisuje se ugovor), a većina pripadnika odlazi nakon isteka tog perioda.

### Činovi i zapovjedna struktura
U Švicarskoj gardi postoje sljedeći činovi:
Časnici
- Oberst (koji odgovara današnjem hrv. brigadir) - zapovjednik Garde (1)
- Oberstleutnant (koji odgovara današnjem hrv. pukovnik) - zamjenik zapovjednika (1)
- Kaplan (hrv. kapelan) - zadužen za dušobrižništvo, u istom je rangu kao i pukovnik, ali zapravo nema vojni čin (1)
- Major (koji odgovara današnjem hrv. bojnik) (1)
- Hauptmann (koji odgovara današnjem hrv. satnik) (2)

Dočasnici
- Feldwebel (koji odgovara današnjem hrv. časnički namjesnik) (1)
- Wachtmeister (koji odgovara današnjem hrv. narednik) (5)
- Korporal (koji odgovara današnjem hrv. desetnik) (10)
- Vizekorporal (koji odgovara današnjem hrv. razvodnik) (10)

Gardisti
- Hellebardier/Gardist (hrv. helebardir/gardist) (78)

Zapovjednu strukturu Švicarske garde čine Zapovjednik, njegov zamjenik, tri časnika te dočasnici. Kapelan, koji ima isti rang kao zamjenik zapovjednika, zadužen je za dušobrižništvo.
Gardisti su raspoređeni u tri voda (njemački Geschwader - eskadrila). U Prvom vodu su uglavnom njemački govornici, u Drugom francuski, a u Trećem su vodu gardisti koji govore različitim materinjim jezicima (uglavnom pripadnici vojnog orkestra).
Zapovjednik, s činom brigadira, odgovoran je za dobro vođenje i disciplinu u Gardi. On zastupa Gardu izvan Vatikana. Pukovnik obnaša dužnost zamjenika zapovjednika, a njegova uloga može se usporediti s načelnikom glavnog stožera vojske. On je ujedno zapovjednik Drugog voda. Bojnik zapovijeda Trećim vodom. Osim toga, zadužen je i za opremanje Garde te vođenje arhive. Jedan od satnika zadužen je za sve administrativne i financijske poslove, dok je drugi satnik zapovjednik Prvog voda, ali i zadužen za logistiku (struktura, podrška, nabava hrane i pića). Časnički namjesnik, kao prvi dočasnik, zadužen je za sve kadrovske poslove. Osim toga zadužen je za vođenje svakodnevnih poslova.

### Dosadašnji zapovjednici Švicarske garde
1. Kaspar von Silenen, Uri (1506. – 1517.)
2. Markus Röist, Zürich (1518. – 1524.)
3. Kaspar Röist, Zürich (1524. – 1527.)
4. Jost von Meggen, Luzern (1548. – 1559.)
5. Kaspar Leo von Silenen, Luzern (1559. – 1564.)
6. Jost Segesser von Brunegg, Luzern (1566. – 1592.)
7. Stephan Alexander Segesser von Brunegg, Luzern (1592. – 1629.)
8. Nikolaus Fleckenstein, Luzern (1629. – 1640.)
9. Jost Fleckenstein, Luzern (1640. – 1652.)
10. Johann Rudolf Pfyffer von Altishofen, Luzern (1652. – 1657.)
11. Ludwig Pfyffer von Altishofen, Luzern (1658. – 1686.)
12. Franz Pfyffer von Altishofen, Luzern (1686. – 1696.)
13. Johann Kaspar Mayr von Baldegg, Luzern (1696. – 1704.)
14. Johann Konrad Pfyffer von Altishofen, Luzern (1712. – 1727.)
15. Franz Ludwig Pfyffer von Altishofen, Luzern (1727. – 1754.)
16. Jost Ignaz Pfyffer von Altishofen, Luzern (1754. – 1782.)
17. Franz Alois Pfyffer von Altishofen, Luzern (1783. – 1798.)
18. Karl Leodegar Pfyffer von Altishofen, Luzern (1800. – 1834.)
19. Martin Pfyffer von Altishofen, Luzern (1835. – 1847.)
20. Franz Xaver Leopold Meyer von Schauensee, Luzern (1847. – 1860.)
21. Alfred von Sonnenberg, Luzern (1860. – 1878.)
22. Louis-Martin de Courten, Wallis (1878. – 1901.)
23. Leopold Meyer von Schauensee, Luzern (1901. – 1910.)
24. Jules Repond, Freiburg (1910. – 1921.)
25. Alois Hirschbühl, Graubünden (1921. – 1935.)
26. Georg von Sury d'Aspremont, Solothurn (1935. – 1942.)
27. Heinrich Pfyffer von Altishofen, Luzern (1942. – 1957.)
28. Robert Nünlist, Luzern (1957. – 1972.)
29. Franz Pfyffer von Altishofen, Luzern (1972. – 1982.)
30. Roland Buchs, Freiburg (1982. – 1998.)
31. Alois Estermann, Luzern (1998.)
32. Pius Segmüller, St. Gallen (1998. – 2002.)
33. Elmar Theodor Mäder, St. Gallen (2002. – 2008.)
34. Daniel Rudolf Anrig, Walenstadt (2008. – 2015.)
35. Christoph Graf, Pfaffnau (2015. - )

### Odore
Danas ne postoji pisani trag kako su izgledale odore švicarskih gardista kada su 1506. godine ušli u Vatikan, ali vrlo je vjerojatno da su izgledale poput ostalih vojnih odora toga vremena (vjerojatno su na prsima imali iscrtan ili švicarski bijeli križ, ili papinske ukrižene ključeve). Ono što se jedino sa sigurnošću može reći jest to da je opremanje vojnika bila papinska obveza i trošak. Vojnici su bili naoružani helebardama i širokim mačevima, a ramena, prsa i ruke su im bila zaštićeni metalnim oklopom. Dizajn odora mijenjao tijekom stoljeća i djelomično je ovisio o modi određenog vremena, o čemu svjedoče brojne freske i slike, a dodavani su i vrlo praktični detalji, a bilo je pokušaja kopiranja nekih dijelova odora drugih vojski.
Za današnji izgled odora pripadnika Garde zaslužan je zapovjednik Jules Repond (1910. – 1921.), a uvedene su u uporabu oko 1914. godine. Pripadnici Garde danas nose živopisne renesansne plavo-žuto-crvene odore, koje se ponekad vjeruje da ih je osmislio Michelangelo, iako je mnogo vjerojatnije da je na njihov razvoj utjecao Rafael, čije je slike proučavao Repond. Boje na odori u uskoj su vezi s obitelji Medici.
Načelno postoje dvije vrste odora, svečana i radna, među kojima postoje određene razlike u dizajnu i boji.

#### Svečana odora
- časnička odora je od crvenog samta (sa svjetlozelenim svilenim naborima);
- odora časničkog namjesnik i desetnik sastoji se od crnog prsluka s crvenim naboranim rukavima i crnim prugama, crvenim hlačama s vinsko crvenim prugama;
- odora ostalih gardista: prsluk s naboranim rukavima, hlače s naborima, sve u crvenoj boji sa žutim i plavim prugama (boje s grba obitelji Medici). Na odori nižih dočasnika (skupnika i razvodnika) prišivene su dvije kratke, crvene vrpce, kako bi se raspoznali od običnih gardista;
- odora bubnjara (koju nose samo na svečanosti polaganje prisege) je plave, crne i žute boje  (boje s obiteljskog grba obitelji Pfyffer von Altishofen).

Na svečanosti polaganja prisege 6. svibnja gardisti nose metalni oklop na prsima, kao i kacigu (tzv. Grangala odora).

#### Radna odora
Plavu radnu odoru nose časnici te ostali gardisti u raznim ne-svečanim prilikama. One se nose na vježbi, u noćnoj službi, te nedjeljom i praznicima na straži pred vatikanskim vratima Sant'Anna.

#### Beretke - kacige
Tamnoplave beretke s oznakama činova sastavni su dio i svečane i radne odore. U posebnim prilikama, kao sastavni dio svečane odore, na glavi se nosi metalna kaciga bijele (metalne) boje, dok se nedjeljom i praznicima nosi kaciga crne boje, s nojevim perjem na vrhu (bijelo za brigadira i časničkog namjesnika, ljubičasto za časnike, crveno za ostale dočasnike i gardiste, prljavo-žuto za pripadnike vojnog orkestra - bubnjare).
Časnici i časnički namjesnik nose civilnu odjeću dok obavljaju svakodnevne dužnosti. Odoru nose u svečanim formalnim prilika (svečanu odoru) te kad su na vježbi (radnu odoru). Gardisti koji su zaduženi za neposrednu tjelesnu zaštitu Svetog Oca također nose civilnu odjeću.

### Zastava
Zastava Švicarske garde promjenjiva je, jer su njezini sastavni dijelovi grb trenutnog pape i trenutnog zapovjednika.
Izgled zastave Švicarske garde propisan je člankom 3. Pravila službe, u kojem stoji da zastavu dijeli bijeli križ na četiri polja. Na prvom, gornjem lijevom polju (polje bliže koplju) nalazi se grb trenutnog pape, a na četvrtom polju (polje dolje desno) grb je pape Julija II., osnivača Garde. Ta su oba polja crvene boje. Drugo i treće polje sadrže boje Garde - plavu, žutu i crvenu. U sredini zastave nalazi se grb trenutačnog zapovjednika. Grb zapovjednika temelji se na tradicionalnim bojama švicarskog kantona iz kojega dolazi. Dimenzije zastave su 2,2 m x 2,2 m. Zastava je izrađena od svilenog damasta.
Boje zastave podsjećaju na Sacco di Roma (pljačka Rima), kada su pripadnici Švicarske garde spasili papu Klementa VII., inače potomka obitelji Medici (krsno mu je ime Giulio de Medici), pretrpjevši velike gubitke. Prilikom polaganja prisege, novi gardisti drže lijevom rukom zastavu. Na posebne blagdane i svečanosti zastava je izvješena iznad  Portone di Bronzo (Brončana vrata).

### Naoružanje
Pripadnici Papinske Švicarske garde naoružani su tradicionalnim oružjem - helebardama i mačevima - koje danas služi uglavnom u ceremonijalne svrhe, odnosno kao sastavni dio odore. Helebarde, koje su stoljećima bile sastavni dio naoružanja osobnih straža na europskim dvorovima, dugačke su preko dva metara, a na vrhu imaju oštricu s četiri vrha. Helebarda se nosi s desne strane. Mač je sastavni dio svečane časničke odore (rapir ili duža sablja), ali i viših do-časničkih.
Danas su pripadnici Garde naoružani i suvremenim vatrenim oružjem - pištoljima (vjerojatno P220 i Sturmgewehr 550) i automatskim puškama (vjerojatno švicarskom Herstellers SIG), jer osim ceremonijalne uloge imaju i zaštitnu ulogu, tj. služe kao osobna tjelesna straža Svetog Oca.

### Dužnosti
Glavna je zadaća Papinske Švicarske garde skrb za sigurnost Svetog Oca te njegovih rezidencija. Druge zadaće uključuju praćenje Svetog Oca na njegovim putovanjima, nadziranje ulaza u Državu Vatikanskog Grada, te obavljanje drugih službenih i ceremonijalnih dužnosti (kao što su držanje počasne straže).
Za vrijeme audijencija i misa, pripadnici Garde nadgledaju sudionike na ulazu. Oni osiguravaju da ulazi i izlazi budu slobodni, te osiguravaju komunikaciju, posebice s medicinskom službom. Od svog je osnutka Švicarska garda imala zadaću obavljanja počasne straže, iako je to samo manji dio posla. Pripadnik Garde koji drži helebardu nalazi se na straži. Počasna garda obavlja svoju dužnost u posebnim prigodama, kao i kada u službeni posjet Svetom Ocu dolaze šefovi država, veleposlanici, ministri te drugi duhovni i sekularni dužnosnici.
Neposredna zaštita Svetog Oca je isključiva zadaća Švicarske garde. Za to su zaduženi stariji dočasnici koji su za to posebno trenirani. Najveći dio svakodnevnog posla odnosi se na zaštitu ulaza u Vatikan te Apostolsku palaču (prije svega dvorište San Damaso, dvorište Belvedere, na katovima raznih "Loggias", u Sali Regia, ispred ureda državnog tajnika, kao i ispred ulaza u Papin privatni apartman). Gardisti se nalaze i na ulazima u Vatikan - Arco delle Campane, Portone di Bronzo te Sant'Ann, ispred kojih se nalazi po jedan od mlađih pripadnika Garde. Područja unutar Vatikana koja su pod nadzorom Švicarske garde nisu otvorena za javnost. Ovisno o zoni, postoje mjesta na koja ne mogu ulaziti niti članovi Rimske Kurije, osim onih koji su na to posebno ovlašteni, stoga gardisti moraju znati prepoznati one kojima je dopušten ulazak, a ostale spriječiti. Ostala područja u Vatikanu koja nisu pod nadzorom Garde, nalaze se pod nadzorom vatikanske žandarmerije.
Dvije trećine gardista potrebno je za redovno obavljanje svih svakodnevnih dužnosti. Ostali se nalaze na vježbama, učenju talijanskog (mlađi pripadnici), te slobodnim aktivnostima.

## Poveznice
- Sveta Stolica
- Vatikanska žandarmerija

## Vanjske poveznice
|  | Zajednički poslužitelj ima još gradiva o temi Švicarska garda |

- Švicarska garda na službenim stranicama Vatikana
- Službene stranice Švicarske garde   Arhivirana inačica izvorne stranice od 23. kolovoza 2007. (Wayback Machine)